# Ruby Blue
Ruby Blue – debiutancki, solowy album irlandzkiej wokalistki Róisín Murphy, zrealizowany wraz z czołowym producentem muzyki elektronicznej Matthew Herbertem. Wydany przez wytwórnię płytową The Echo Label 13 czerwca 2005 roku.

## Lista utworów
1. "Leaving the City" – 4:49
2. "Sinking Feeling" – 3:32
3. "Night of the Dancing Flame" – 3:26
4. "Through Time" – 5:58
5. "Sow into You" – 3:56
6. "Dear Diary" – 5:50
7. "If We're in Love" – 4:31
8. "Ramalama (Bang Bang)" – 3:35
9. "Ruby Blue" – 2:48
10. "Off on It" – 5:22
11. "Prelude to Love in the Making" – 0:53
12. "The Closing of the Doors" – 3:29